# International Finance Centre
International Finance Centre este un zgârie-nori din Hong Kong, cu o înălțime de 415,8 m. Edificiul a fost construit între anii 1997 și 2003, ca centru financiar internațional al Asia de Est.